# Музика в Пловдив
Музиката в Пловдив е важна част от пловдивската градска култура.

## История
Католическият мисионер отец Доменико Мартилети, свещеник в пловдивската католическа катедрала „Свети Лудвиг“ е първият хоров и оркестров диригент в Пловдив. Той обучава пловдивски младежи да свирят и пеят, като формира музикална група, в която са включени 4 цигулки, 1 контрабас, 4 флейти, 2 кларинета, 2 валдхорни, 1 флигорна – това дава основание да се счита, че в Пловдив е създаден първият български симфоничен оркестър. Неговият оркестър свири на тържествата при откриване на европейските вицеконсулства в града през 60-те години на XIX в. С това се поставя началото на организирания музикален живот в Пловдив. Отец Мартилети пристига в Пловдив през 1861 г. да монтира орган в катедралата („първият, който са виждали и чували в България“ – според отчет на епископ Андрей Канова). По това време за църквата са закупени също два хармониума – от Париж и Виена, както и други музикални инструменти – от Виена и Цариград. В писмо от 4 март 1864 г. до свой приятел в Одеса Найден Геров пише „Тук от някое време се е подкачило да се разпространява европейската музика“. През 1899 г. по време на погребението на принцеса Мария-Луиза композиторът Ангел Букорещлиев свири на органa в църквата. По-късно на коледни и великденски служби на органа свири и чеха Антон Тайнер.
През 1879 г. е създаден Пловдивският духов оркестър. Той се нуждае от подготвени ръководни кадри и по тази причина са привлечени чужди музиканти. Един от тях е чехът Франц Швестка. 26 музикални пиеси от репертоара на оркестъра по онова време са негово дело. Той влага много усилия в събирането и класифицирането на автентични народни мелодии от различни краища на България. Въпреки че умира твърде млад, Швестка успява да завърши един от замислените си трудове, основополагащ за българската музикална култура. Това е „Българска китка“ – сборник, съдържащ партитури на български, руски, чешки и турски народни песни, аранжирани за духов оркестър. Авторът го посвещава на Областното събрание на Източна Румелия.
Колежът „Свети Августин“ играе ярка културна роля в Пловдив. Силно развитие в него получава музиката, която датира от времето на Първото пловдивско изложение през 1892 г. Тогава е създаден първият духов ученически оркестър, наброяващ над 60 музиканти в следващите години. През 1900 г. е основан т. нар. „струнен оркестър“, представляващ всъщност пълноценна симфонична формация с над 30 музиканти, 1/3 от които учители. През 1906 г. се създава и мандолинен оркестър. Училищните оркестри неизменно присъстват на всички тържествени прояви в града. Наред с оркестрите в колежа се организират и хорове, които участват в църковни служби и представления.
Певческото дружество в Пловдив е основано през 1894 г. с цел изучване, развиване и разпространение на българската народна песен и музика. Заедно с военната духова музика години наред са главани изпълнители на откритите тържества на 1 май на Бунарджика. През 1901 г. в Пловдив гостува италианска оперна група „Gonsales“. С това пловдивчани имат възможност да посетят за първи път опера. През 1905 г. пловдивският учител Димо Бойчев открива във Втора прогимназия „Марашлията“ детска музикална „китка“ (група), в която децата се учат да пеят и играят на сцената. Поставени са първите оперетки „При болния учител“ и „За птички“, композирани от маестро Георги Атанасов. Към 1906-1907 г. в много къщи в Пловдив се появява пианото.
През лятото на 1923 г. пловдивски интелектуалци и общественици вземат решение в града да се създаде Дом на изкуствата и печата. Сред основателите са изявени представители на пловдивските културни среди: композиторите и диригентите Ангел Букорещлиев, Антон Тайнер, Христо Манолов, оперният певец Събчо Събев, музикантите д-р Павел Недков, Спас Софиялиев, Антон Цариградски, Аглая Барзова, и др. Сградата на дома е построена в началото на 1930-те г. Тя става база почти всички културни изяви на пловдивската интелигенция в областта на музиката, театъра, литературата и изобразителното изкуство. През 1944 г. в нея е настанено кино „Култура“. Днес е студио на Радио „Пловдив“.
Пловдивската опера е създадена през ноември 1953 г., когато се състои първия спектакъл на операта „Продадена невеста“. През 1965 г. започват и представления на открито. Първоначално на Бунарджика, а по-късно и на Античния театър.
Градският духов оркестър е емблематична формация за града в продължение на 40 години. Оркестърът е закрит през 2000 година поради липса на средства за издръжка, но през 2007 г. са направени постъпки за възстановяването му. Международният фестивал на камерната музика е основан през 1964 г. Провежда се ежегодно през месец юни в Етнографския музей. 
Пловдивската формация „Бели, зелени и червени“ е сред най-популярните български джазови формации, създадена през 1971 г. Днес групата е не само сред символите на съвременната музикална култура на града, но и сред основните двигатели на джазовия живот в България и участник във всички културни процеси в страната от 1970-те години до днес.
През 1999 г. Пловдивската опера и Пловдивска филхармония са обединени в Оперно-филхармонично дружество - Пловдив. Днес дружеството поддържа съставите на оперни солисти, оркестър, хор и балетна трупа. Специално място в активната му дейност продължават да заемат представленията на открито.
Една от музикалните забележителности в Пловдив е Академия за музикално, танцово и изобразително изкуство (съкратено АМТИИ), основана от проф. Асен Диамандиев. Тя е второто висше музикално училище в България след Българската държавна консерватория в София. Акад. Николай Стойков създава там катедра „Музикален фолклор“, като по този начин поставя началото на академичното изучаване на българския фолклор.

## Училища
- Училище за музикално и танцово изкуство „Добрин Петков“
- Академия за музикално, танцово и изобразително изкуство „Проф. Асен Диамандиев“

## Формации
- Камерен ансамбъл „Филипополис“
- Професионален фолклорен ансамбъл „Тракия“.

Хорове
- Академичен народен хор
- Хор „Детска китка“
- Хор „Евмолпея“
- Хор на Пловдивските момчета и младежи
- Хор „Шоп“

Други
- Бели, зелени и червени
- Братя Аргирови
- Замунда банана бенд
- Интро квартет
- Квартет Българка Джуниър
- Паралел 42
- Група „Ренегат“

## Видни лица
- Антон Тайнер (р. 1866) - чешки диригент, работил 47 години в Пловдив
- Ангел Букорещлиев (р. 1870), композитор
- Панайот Пипков (р. 1871), композитор
- Георги Шагунов (р. 1873), капелмайстор
- Георги Атанасов (р. 1882), композитор
- Константин Константинов (р. 1903), музиколог
- Борис Христов (р. 1914), оперен певец
- Александър Николов (Сашо Сладура) (р. 1916), музикант
- Любомир Сагаев (р. 1917), музиколог
- Кръстьо Марев (р. 1922), диригент
- академик Николай Стойков (р. 1936), композитор
- Милчо Левиев (р. 1937), пианист и композитор
- Тома Спространов (p. 1941), музикален редактор
- Мария Нейкова (р. 1945), композитор и певица
- Стойка Миланова (р. 1945), цигуларка
- Митко Щерев (р. 1945), певец, композитор
- Христо Кидиков (р. 1946), поп-певец
- доц. Стефка Оникян (р. 1951), певица и преподавател по пеене в НМА „Панчо Владигеров“ – София
- Венета Рангелова (р. 1957), поп певица
- Благовест Аргиров (р. 1959), поп изпълнител
- Светослав Аргиров (р. 1959), поп изпълнител
- Теодосий Спасов (р. 1961), кавал
- Румяна Георгиева – певица, „Трик“
- Емил Василев – певец, „Тоника“
- Мирослава Кацарова (р. 1971), джаз певица
- Добринка Табакова (р. 1980), композитор
- Васил Бележков (р. 1984), композитор и китарист

## Фестивали
- Международен фестивал на камерната музика – провежда се ежегодно от 10 до 20 юни от 1964 г.[7]
- Международен фестивал „Пловдивски джаз вечери“ – ежегоден джаз фестивал през септември в лятно кино „Орфей“.[8]
- Международен фолклорен фестивал – провежда се всяко лято от 1993 г.
- Фестивал на старата градска песен „Нежни чувства“ – провежда се ежегодно от 2000 г.
- Тракия фолк (издание 2003 г.)

## Галерия
- Хор „Детска китка“ на Международния фестивал за Коледна музика в Прага, 2006 г.
- Международен фолклорен фестивал в Пловдив, 2012
- Операта „Аида“, на сцената на Античния театър, 2017